# Hydrotaea palpata
Hydrotaea palpata este o specie de muște din genul Hydrotaea, familia Muscidae. A fost descrisă pentru prima dată de Robineau-desvoidy în anul 1830.
Este endemică în Franța. Conform Catalogue of Life specia Hydrotaea palpata nu are subspecii cunoscute.